# Xarif ul-Menar-zade
Xarif ul-Menar-zade, de nom complet Ahmed Efendi Şarihü'l Menarzâde fou un historiador turc otomà (Amasya, ? - 1657). Feu carrera com a ulema. Va compilar una història mundial fins al 1655, el manuscrit original de la qual s'ha perdut, però del que es conserva el text, mai fou publicada separadament. És considerat un historiador intel·ligent i digne de confiança.